# Космос-1509
Космос-1509 је један од преко 2400 совјетских вјештачких сателита лансираних у оквиру програма Космос.
Космос-1509 је лансиран са космодрома Плесецк, СССР, 17. новембра 1983. Ракета-носач Сојуз је поставила сателит у орбиту око планете Земље. Маса сателита при лансирању је износила 6300 килограма. Космос-1509 је био војни сателит.